# Propulsión nuclear de pulso

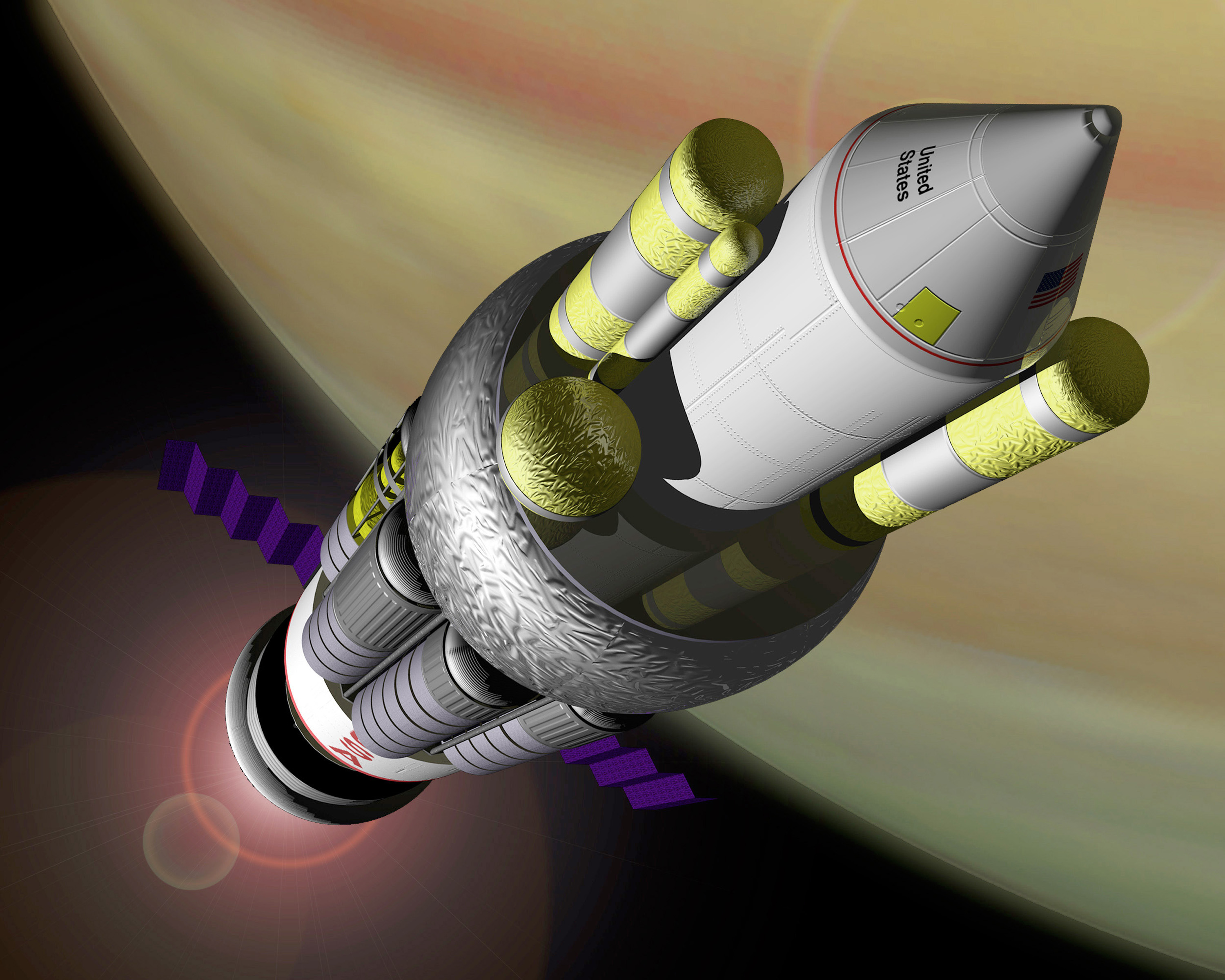
Un concepto artístico de la nave espacial "básica" del Proyecto Orión, propulsada usando pulsos nucleares.

La propulsión nuclear de pulso o propulsión de plasma pulsado externo es un método teórico de propulsión espacial que utiliza explosiones nucleares para generar el empuje. Fue desarrollado por primera vez para el Proyecto Orión por la DARPA, por una sugerencia de Stanislaw Ulam en el año 1947. Diseños más nuevos que usan la fusión por confinamiento inercial han sido la base para la mayoría de los diseños posteriores a Orión, incluyendo al Proyecto Daedalus y al Proyecto Longshot.

## ProyectoOrión

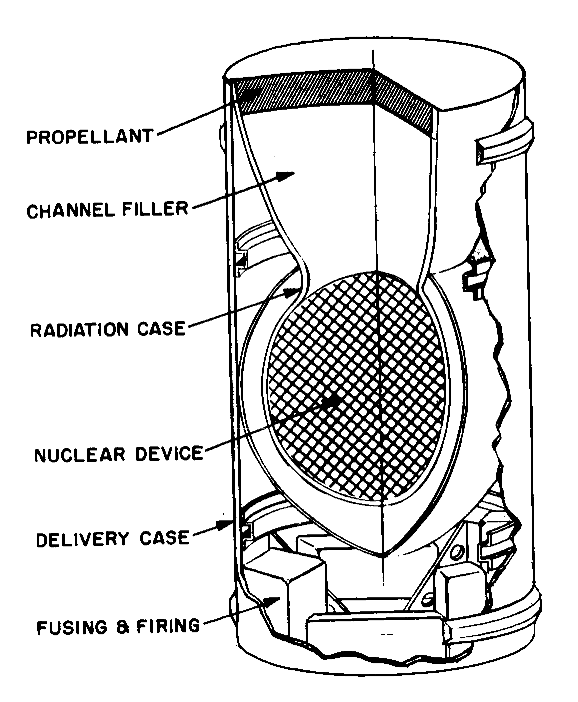
Una unidad de propulsión nuclear de pulso, la carga explosiva vaporiza ablativamente el propelente, impulsándolo lejos de la carga y simultáneamente creando un plasma a partir del propelente, luego el propelente choca con la placa empujadora ubicada al fondo de la nave espacial Orión, impartiendo un pulso de energía 'empujadora'.

El Proyecto Orión fue el primer intento serio en diseñar un cohete nuclear de pulso. El esfuerzo de diseño fue realizado por General Atomics a finales de la década de 1950 y principios de la década de 1960. La idea de Orión era de reaccionar a pequeñas explosiones nucleares direccionales contra una gran placa de acero empujadora conectada a la nave espacial con amortiguadores de choque. Eficientes explosivos direccionales maximizaban la transferencia de momentum, llevando el impulso específico a alrededor de 6.000 segundos o aproximadamente trece veces el de los motores principales del Transbordador Espacial. Con mejoras se podría alcanzar un máximo teórico de 100.000 segundos (1 MN·s/kg). El empuje estaría en los millones de toneladas, permitiendo una nave espacial más grande que 8 × 106 toneladas para ser construido con materiales del año 1958.
El diseño de referencia tenía que ser construido de acero usando el estilo de construcción de submarinos con una dotación de más de 200 y con un peso de despegue del vehículo de varios miles de toneladas. Este diseño de referencia de etapa única de baja tecnología serviría para ir y volver a Marte en cuatro semanas desde la superficie de la Tierra (comparado a los 12 meses que requeriría una misión de referencia con propulsión química de la NASA). La misma nave podría visitar las lunas de Saturno en una misión de siete meses (comparada a las misiones que usan propulsión química de aproximadamente nueve años).
Una cantidad de problemas de ingeniería fueron encontrados y resueltos a medida que se desarrolló el proyecto, destacándose los relacionados con la protección de la tripulación y la duración de la placa empujadora. El sistema pareció enteramente factible cuando el proyecto fue terminado en el año 1965, la principal razón que se dio fue que el tratado de prohibición parcial de ensayos nucleares lo convirtió en ilegal (sin embargo, antes del tratado, Estados Unidos y la Unión Soviética ya habían detonado al menos nueve bombas nucleares en el espacio, incluyendo bombas termonucleares, a altitudes de más de 100 km (ver explosiones nucleares a alta altitud). También había problemas éticos con el lanzamiento de un vehículo de ese tipo dentro de la magnetósfera de la Tierra, los cálculos mostraban que la lluvia radiactiva de cada despegue podría matar entre 1 a 10 personas.
Una misión útil para esta tecnología de corto plazo sería el desvío de un asteroide que pudiera colisionar con la Tierra, como se muestra dramáticamente en la película del año 1998 Impacto Profundo. Su extremadamente alta velocidad incluso permitiría que un lanzamiento tardío fuera exitoso y el vehículo podría efectivamente transferir una gran cantidad de energía cinética al asteroide simplemente chocando con este y en el caso de un inminente impacto de un asteroide una pocas muertes inevitables producidas por la lluvia radiactiva probablemente serían consideradas un costo aceptable. También, una misión automatizada eliminaría los temas más problemáticos del diseño, los amortiguadores de choque.
Orión es un de los pocos motores espaciales interestelares que teóricamente podrían ser construidos con la tecnología disponible, como es discutido por Freeman Dyson en su artículo Transporte Interestelar (en inglés: Interstellar Transport) del año 1968.

## ProyectoDaedalus
El proyecto Daedalus fue un estudio realizado entre el año 1973 y 1978 por la Sociedad Interplanetaria Británica (en inglés: British Interplanetary Society, BIS) para diseñar una nave espacial no tripulada plausible que pudiera alcanzar una estrella cercana dentro del periodo de vida de trabajo de un científico humano o aproximadamente 50 años. Una docena de científicos e ingenieros liderados por Alan Bond trabajaron en este proyecto. En esa época parecía que la investigación acerca de la fusión estaba haciendo grandes progresos y en particular la fusión por confinamiento inercial (en inglés: Inertial Confinement Fusion, ICF) parecía ser adaptable como para un motor de cohete.
El ICF utiliza pequeñas bolitas como combustible para la fusión, normalmente deuterio de litio (6Li2H) con una pequeña cantidad de deuterio/tritio como disparador en el centro. Las bolitas son lanzadas en una cámara de reacción donde ellas son impactadas por todos los lados por láseres u otra forma de energía emitida. El calor generado por los rayos comprime explosivamente la bolita, al punto donde la fusión ocurre. El resultado es un plasma caliente y una muy pequeña "explosión" comparada al tamaño mínimo que sería requerido para crear una cantidad necesaria de fisión.
Para Daedalus, este proceso era realizado al interior de un gran electroimán que formaba el motor del cohete. Después de la reacción, encendida por rayos de electrones en este caso, el magneto canalizaba el gas caliente hacia la parte trasera para generar el empuje. Algo de esta energía era desviada para hacer funcionar los sistemas y el motor de la nave. Con el propósito de hacer que el sistema fuera seguro y eficiente en el uso de la energía, Daedalus iba a ser propulsado por combustible de helio-3 que hubiera tenido que se recogido desde Júpiter.
Actualmente, el diseño de un sistema ICF lo suficientemente eficiente para ser usado en un diseño Daedalus aún está considerablemente más allá de las actuales capacidades técnicas. Sin embargo, algunos diseños se encuentran en el tablero de dibujo esperando su confirmación.[cita requerida]

## Medusa

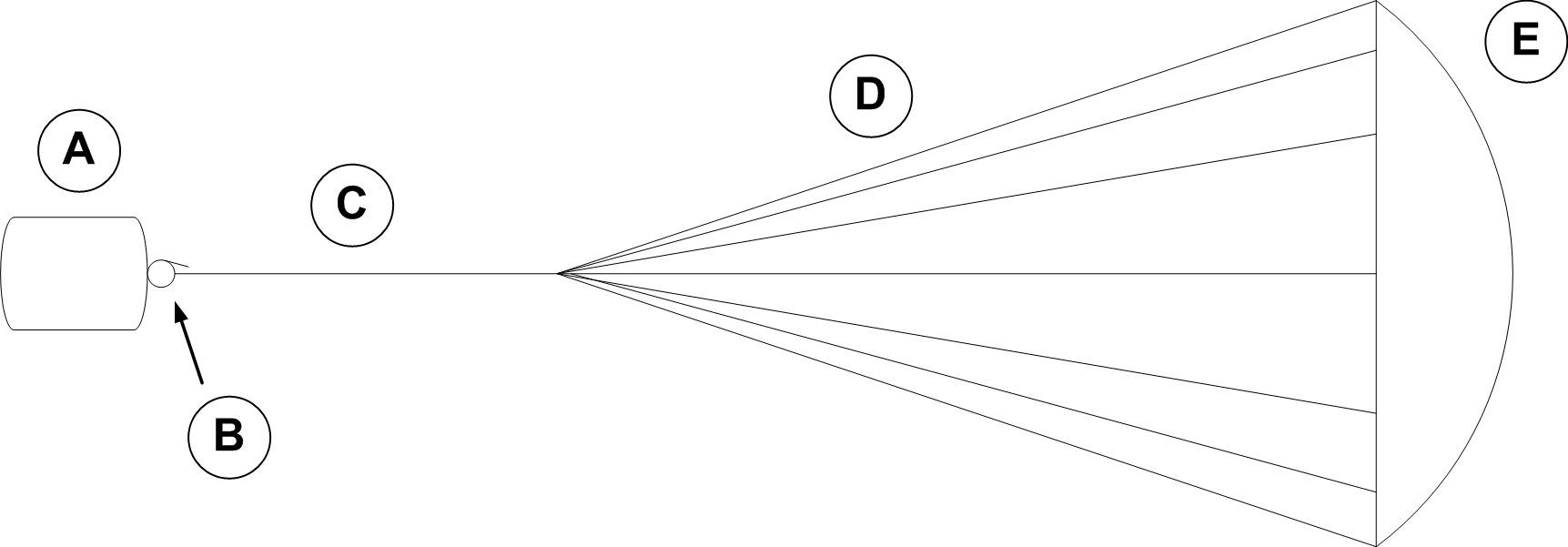
Diagrama conceptual de una nave espacial que usa una propulsión Medusa, este muestra: (A) la cápsula con la carga, (B) el mecanismo del malacate, (C) el cable principal de amarre, (D) cables verticales y (E) el mecanismo del paracaídas.

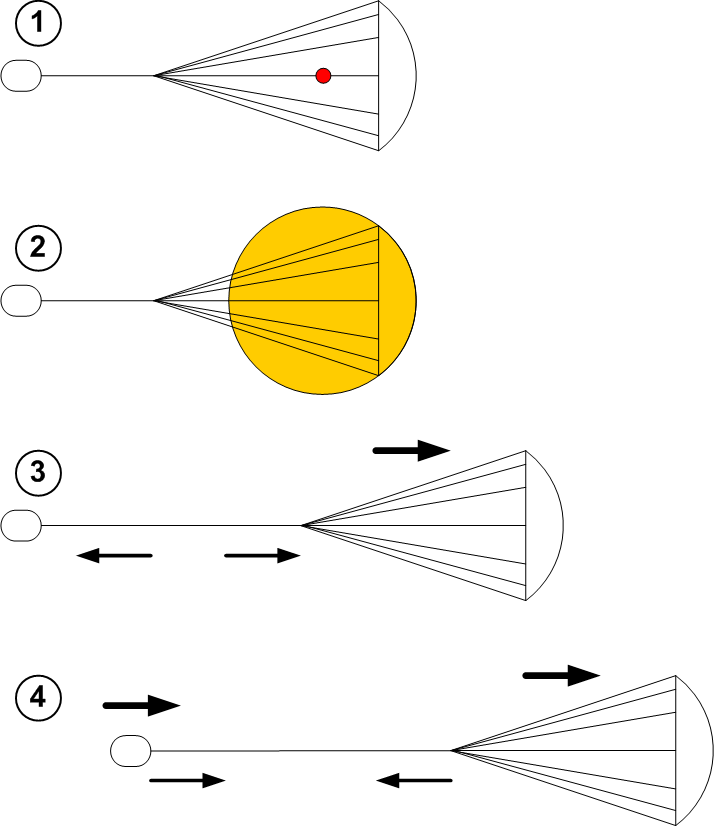
La secuencia de operación del sistema de propulsión Medusa. Este diagrama muestra la secuencia de operación de una nave espacial con un sistema de propulsión Medusa: (1) Inicio en el momento del disparo de la bomba / unidad de pulso, (2) Cuando el pulso de la explosión de la bomba alcanza la campana principal del paracaídas, (3) Empuja la campana, acelerándola lejos de la explosión de la bomba y al mismo tiempo la nave deja salir el cable principal con el malacate, frenando a medida que se extiende, iniciando la aceleración de la nave espacial, (4) Y finalmente el malacate enrolla el cable.

El diseño del Medusa es un tipo de propulsión nuclear de pulso que tiene más en común con el diseño de vela solar que con los cohetes convencionales. Fue propuesto en la década de 1990 en otro proyecto BIS cuando quedó claro que el ICF parecía que no sería capaz de manejar tanto el motor como la nave, como se había creído previamente.
Una nave espacial Medusa desplegaría una gran vela adelante de ella, amarrada con cables y luego lanzaría explosivos nucleares adelante de ella para detonarlos entre sí misma y su vela. La vela sería acelerada por el impulso y la nave espacial la seguiría.
Medusa tiene un mejor desempeño que el diseño clásico de Orión debido a que su vela intercepta mucho más de la explosión de la bomba, el recorrido de sus amortiguadores de choque es mucho más largo y todas sus estructuras principales están en tensión y es por eso que puede ser bastante más liviano. También puede ser cambiado de escala mucho mejor. La naves del tipo Medusa serían capaces de un impulso específico de entre 50.000 y 100.000 segundos (500 a 1000 kN·s/kg).
Las ediciones de enero de 1993 y de junio de 1994 de Journal of the British Interplanetary Society (JBIS) (en español: Revista de la Sociedad Interplanetaria Británica) tienen artículos acerca de Medusa.

## ProyectoLongshot
El Proyecto Longshot era un proyecto de investigación auspiciado por la NASA realizado en conjunto con la Academia Naval de Estados Unidos a finales de la década de 1980. Longshot en algunas formas fue un desarrollo del concepto básico de Daedalus, este utilizaba un ICF canalizado magnéticamente como un cohete. La diferencia clave era que ellos creían que la reacción no podría alimentar tanto al cohete como al resto de los sistemas, e incluía un reactor nuclear convencional de 300 kW para hacer funcionar a la nave. El peso agregado por el reactor reduce en algo el desempeño, pero incluso usando LiD como combustible sería capaz de llegar a Alpha Centauri, el sistema solar más cercano al nuestro, en 100 años (con una velocidad aproximada de 13.411 km/s, en una distancia de 4,5 años luz - equivalente al 4,5% de la velocidad de la luz).

## Propulsión nuclear de pulso con antimateria catalizada
A mediados de la década de 1990 investigaciones realizadas en la Universidad Estatal de Pensilvania llevó al concepto de usar antimateria para catalizar reacciones nucleares. En resumen, antiprotones reaccionarían al interior de un núcleo de uranio, causando una liberación de energía que rompería el núcleo como en las reacciones nucleares convencionales. Incluso una pequeña cantidad de tales reacciones podrían comenzar la reacción en cadena que de otra forma requerirían un mucho mayor volumen de combustible para sostenerse. Mientras que la masa crítica "normal" del plutonio es de aproximadamente 11,8 kilos, con reacciones catalizadas con antimateria esta podría ser bien bajo un gramo.
Fueron propuestos varios diseños de cohetes que usan esta reacción, unos que usan solo fisión para misiones interplanetarias y otras que usan fisión-fusión (efectivamente una versión muy pequeña de las bombas del proyecto Orión) para los viajes interestelares.

## Cohete alimentado por fusión magnético-inercial de la MSNW

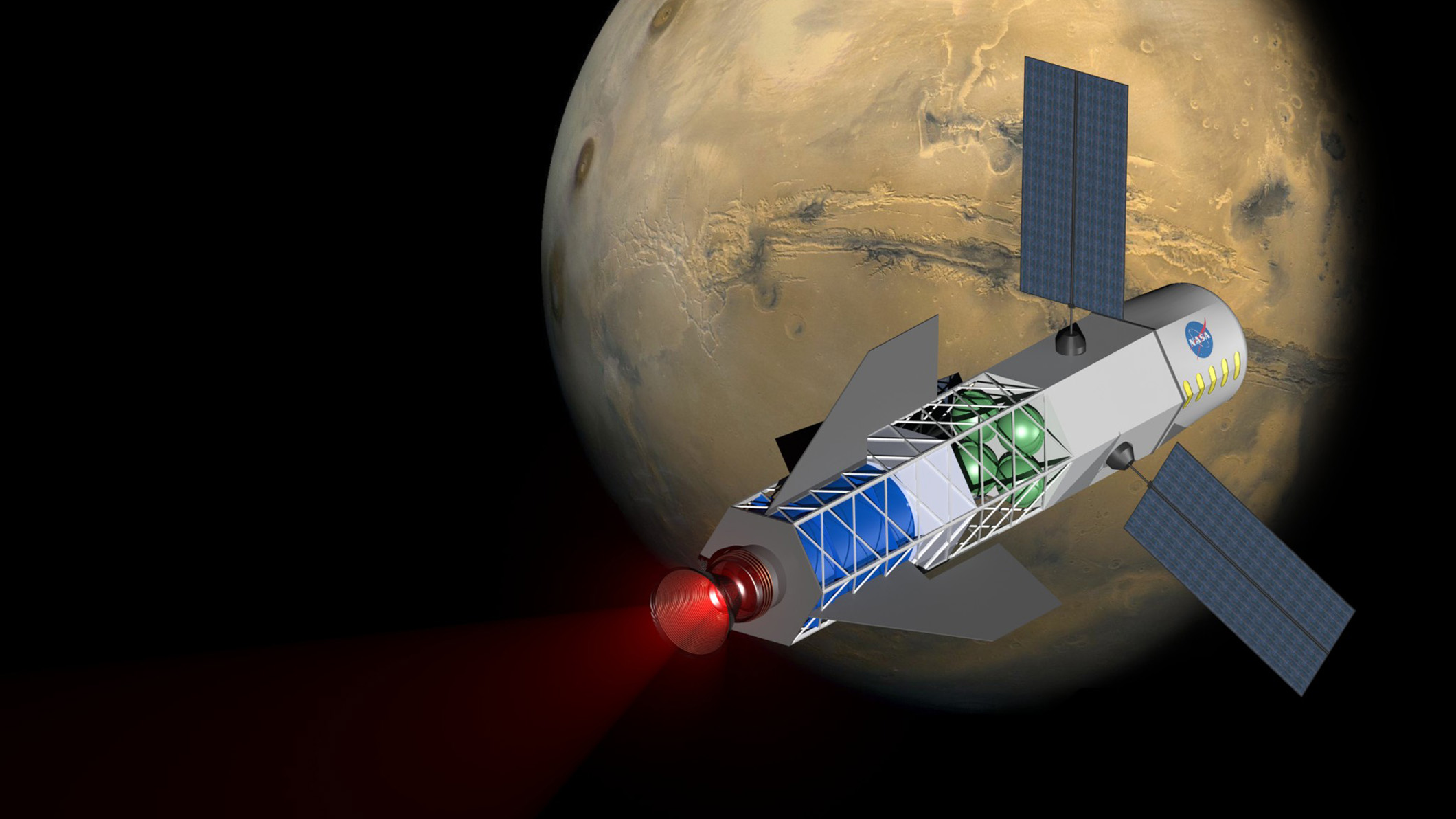
Concepto gráfico de una nave espacial impulsada por un cohete alimentado por fusión llegando a Marte.

La NASA comenzó a financiar a MSNW LLC y a la Universidad de Washington en el año 2011 para estudiar y desarrollar un cohete de fusión usando el Programa de Conceptos Avanzados Innovadores de la NASA (NIAC del inglés: NASA Innovative Advanced Concepts). 
El cohete usa una forma de fusión magnética-inercial para producir un cohete de fusión de empuje directo. Poderosos campos magnéticos provocan que grandes anillos metálicos (probablemente construidos de litio, donde un conjunto para un pulsa tiene una masa total de 365 gramos)  colapsen alrededor de plasma deuterio-tritio, comprimiéndola a un estado de fusión. La energía de estas reacciones de fusión calentarían e ionizarían la cubierta de metal formado por los anillos aplastados. El metal caliente, ionizado es expulsado por una tobera magnética de cohete a alta velocidad (hasta 30 km/s). Repitiendo este proceso aproximadamente cada minuto propulsando a la nave espacial.
Este enfoque usa una Compresión de Revestimiento de Lámina (en inglés: Foil Liner Compression) para crear una reacción de fusión de una escala de energía apropiada para ser usada en la propulsión espacial. El experimento de prueba de concepto en Redmond, Washington, usará revestimientos de aluminio para la compresión. Sin embargo, el diseño real del cohete usará revestimiento de litio.
A abril de 2013, la MSNW ha demostrado subcomponentes de los sistemas: el calentamiento del plasma de deuterio hasta temperaturas de fusión y han concentrado los campos magnéticos necesarios para crear la fusión. Ellos planean reunir las dos tecnologías para una prueba antes del final del año 2013.
Posteriormente ellos aumentarán la escala en potencia y planean agregar el necesario combustible de fusión (deuterio) para finales del año 2014 usando el estudio de la NIAC.